# Протасов Микола Іванович
Мико́ла Іва́нович Прота́сов (* 3 травня 1880 — † 20 квітня 1957, Франція) — український військовий діяч часів національно-визвольних змагань 1917—1919 років, контрадмірал, Начальник Генерального Морського штабу ВМС Української Держави.

## Життєпис
Народився 3 травня 1880 року.
1905 року — мічман.
З 1909 року — флагманський офіцер в штабі керівника 3-го дивізіону міноносців Балтійського флоту.
Після закінчення Навчально-артилерійського загону у січні направлений до Морського Генерального Штабу (МГШ). Зокрема займався організаційно-тактичними питаннями та розробкою технічних документацій до нових озброєнь.
З початком Першої Світової війни переведений на Чорноморський флот. З березня 1915 року — старший флагманський офіцер штабу Керівника мінної бригади Чорноморського флоту. Згодом — Капітан 1-го рангу.
Після Лютневої революції 1917 року підтримує процес українізації Чорноморського флоту. За часів Центральної Ради вступив на українську військову службу.
З приходом до влади гетьмана Павла Скоропадського, розбудові національних військово-морських сил стало приділятися значно більше уваги. Організаційна робота з функціонування флоту стає системною та фаховою. До керівництва флоту було залучено багато військових спеціалістів.
В травні 1918 року Гетьман розпорядився створити комісію з військово-морських фахівців для визначення штатів, бюджету та символіки українського флоту. При комісії, очолюваній адміралом Андрієм Покровським, була створена і геральдична комісія з питань щодо форми одягу, символіки і відзнак особового складу національного флоту. До її складу ввійшли капітани 1 рангу Микола Протасов, Семен Овод, Андрій Пчєльніков, капітан 2 рангу Михайло Білинський, підполковник Володимир Савченко-Більський, капітан-лейтенант Святослав Шрамченко та інші офіцери, а також художник Юрій Нарбут.
Працював у штабі українського Чорноморського флоту. Підвищений гетьманським наказом до рангу контрадмірала.
З 27 травня до 10 листопада 1918 року — Начальник Генерального Морського штабу Української Держави.
Після остаточної окупації півдня України більшовиками — на еміграції.
Останні роки мешкав у Франції. Помер у Ніцці 20 квітня 1957 року.